# Letizia Paternoster
Pour les articles homonymes, voir Pater Noster.
Letizia Paternoster, née le 22 juillet 1999 à Cles, est une coureuse cycliste italienne. Elle court sur route et sur piste. Elle est notamment la première championne du monde de course à l'élimination, après sa victoire en 2021. Elle est également championne d'Europe de poursuite par équipes en 2017 et 2024.

## Biographie
Laetizia Paternoster est originaire de Revò dans la région du Trentin-Haut-Adige, elle est initiée au vélo par son père qui est passionné de cyclisme. Elle participe à sa première course à l'âge de 5 anset se distingue chez les cadettes en remportant la course en ligne au Festival olympique de la jeunesse européenne 2015.
En 2016, elle fait partie du club S.C. Vecchia Fontana de Padoue. Elle survole les championnats d'Europe sur piste juniors en remportant trois épreuves : la course aux points, le scratch et la poursuite par équipes. Dans cette dernière discipline, l'Italie établit un nouveau record du monde. Elle remporte peu après la course aux points du championnat du monde puis la poursuite par équipes.
En juillet 2017, lors des championnats d'Europe sur piste juniors, elle réalise une performance historique en remportant cinq médailles d'or dans les cinq disciplines où elle était inscrite. Lors de la qualification de la poursuite individuelle sur 2000 mètres, elle bat également en 2 min 20 s 927 le record du monde junior de la spécialité. Début août, elle remporte deux médailles (argent en contre-la-montre et bronze sur la course en ligne) lors des championnats d'Europe sur route juniors. Fin août, lors des championnats du monde juniors disputés à domicile, l'équipe d'Italie de poursuite par équipes améliore le record du monde par deux fois avec 4 min 23 s 229 lors des qualifications puis 4 min 21 s 554 en finale, remportant le titre,. Elle accumule deux autres titres lors de ces championnats en omnium et en course à l'américaine et l'argent en poursuite individuelle (battue par la nouvelle détentrice du record du monde, la Néo-Zélandaise Ellesse Andrews). Sur piste, elle quitte la catégorie junior avec 5 titres mondiaux et 8 titres européens. Aux championnats du monde sur route, elle attaque dans la côte de Salmon Hill à deux tours de l'arrivée. Sa coéquipière Elena Pirrone est ensuite échappée, pourtant Letizia Paternoster lance la première attaque dans la dernière montée de Salmon Hill. Pirrone reste en tête et Paternoster est deuxième du sprint du peloton derrière Emma Norsgaard Jørgensen. Le 1er octobre, sur route, elle termine troisième du Grand Prix Bruno Beghelli, son premier podium international.
En 2019, pour la première course de sa nouvelle équipe, Trek-Segafredo, elle remporte la première étape du Santos Women's Tour au sprint. À Gand-Wevelgem, Letizia Paternoster est troisième du sprint derrière Lorena Wiebes et Kirsten Wild,,. Fin juin, aux Jeux européens, elle s'adjuge le titre en poursuite par équipes avec l'Italie. Aux championnats d'Europe sur piste espoirs, elle gagne les titres en poursuite par équipes, en course à l'américaine avec Elisa Balsamo et en élimination. En août, elle gagne le titre de championne d'Europe espoirs sur route. Elle obtient des places d'honneur dans les sprints du Tour de Norvège et du Boels Ladies Tour.  À La Madrid Challenge by La Vuelta, elle est seulement devancée au sprint par Chloe Hosking. Début décembre, elle est renversée par une voiture à l'entraînement et se casse le poignet. Elle connait alors deux années difficiles, avec plusieurs blessures et une maladie (COVID-19).
En 2020, aux mondiaux sur piste de Berlin, elle parvient à décrocher deux médailles : l'argent sur l'omnium derrière Yūmi Kajihara et le bronze sur l'américaine avec Elisa Balsamo. Après une saison, où elle court très peu sur route, elle prolonge en novembre 2020 chez Trek-Segafredo jusqu'en 2022. Elle participe en août 2021 aux Jeux olympiques de Tokyo et se classe seulement sixième de la poursuite par équipes et huitième de la course à l'américaine, où sa coéquipière Elisa Balsamo est victime d'une mauvaise chute. Fin août, elle fait son retour sur route dans le Simac Ladies Tour aux Pays-Bas, mais subit une nouvelle chute qui l'oblige à déclarer forfait aux championnats d'Europe et du monde sur route. En octobre de la même année, elle reprend confiance lors des championnats d'Europe sur piste où elle obtient deux médailles d'argent en poursuite par équipes et sur l'élimination. Fin octobre, elle devient à Roubaix la première championne du monde de course à élimination et décroche l'argent en poursuite par équipes.
Sa première partie de saison 2022 est freinée par une mononucléose. Elle retrouve les podiums durant l'été en remportant la poursuite de la Coupe des nations à Cali, où elle termine également deuxième de la course à l'américaine et de l'élimination. Début août, elle participe aux championnats d'Europe de Munich, où décroche l'argent en poursuite par équipes, mais chute lourdemenent lors de la course à élimination. Souffrant d'un traumatisme crânien avec commotion et d'une fracture de la clavicule, elle est évacuée à l'hôpital.
En 2023, elle quitte l'équipe Trek-Segafredo et rejoint la formation australienne BikeExchange Jayco.

## Palmarès sur piste

### Jeux olympiques
- Tokyo 2020
  - 6e de la poursuite par équipes
  - 8e de la course à l'américaine
- Paris 2024
  - 4e de la poursuite par équipes

### Championnats du monde
| Édition / Épreuve          | Course aux points | Poursuite par équipes | Poursuite individuelle | Omnium | Américaine                | Course à l'élimination |
| Aigle 2016 (juniors)       | Or                | Or                    |                        |        |                           |                        |
| Montichiari 2017 (juniors) |                   | Or                    | Argent                 | Or     | Or (avec Chiara Consonni) |                        |
| Apeldoorn 2018             | 11e               | Bronze                |                        |        | Bronze                    |                        |
| Pruszkow 2019              |                   | 5e                    |                        | Argent | 5e                        |                        |
| Berlin 2020                |                   |                       |                        | Argent | Bronze                    |                        |
| Roubaix 2021               |                   | Argent                |                        |        |                           | Or                     |
| Ballerup 2024              |                   | Bronze                |                        |        |                           | 4e                     |

### Coupe du monde
- 2017-2018
  - 1re de l'américaine à Minsk (avec Maria Giulia Confalonieri)
- 2018-2019
  - 1re de la poursuite par équipes à Hong Kong (avec Elisa Balsamo, Martina Alzini et Marta Cavalli)
  - 2e de l'américaine à Cambridge
  - 2e de l'omnium à Saint-Quentin-en-Yvelines
  - 2e de l'omnium à Berlin
  - 3e de la poursuite par équipes à Saint-Quentin-en-Yvelines
  - 3e de la poursuite par équipes à Cambridge
- 2019-2020
  - 2e de l'omnium à Minsk
  - 2e de l'omnium à Milton
  - 3e de la poursuite par équipes à Minsk

### Coupe des nations
- 2022
  - 1re de la poursuite individuelle à Cali
  - 2e de l'américaine à Cali
  - 2e de la course à l'élimination à Cali
- 2024
  - 2e de l'omnium à Milton
  - 2e de l'élimination à Milton

### Championnats d'Europe
Chez les juniors (17/18 ans), elle a remporté des médailles d'or dans chacune des 7 disciplines d'endurance.
| Édition / Épreuve          | Poursuite individuelle | Poursuite par équipes | Course aux points | Scratch | Américaine | Omnium | Élimination |
| Montichiari 2016 (juniors) |                        | Or                    | Or                | Or      |            |        |             |
| Anadia 2017 (juniors)      | Or                     | Or                    |                   |         | Or         | Or     | Or          |
| Berlin 2017                |                        | Or                    | 7e                |         | 5e         |        |             |
| Aigle 2018 (espoirs)       |                        | Or                    |                   |         | Bronze     | Or     | Or          |
| Glasgow 2018               |                        | Argent                |                   |         | 5e         | Bronze |             |
| Gand 2019 (espoirs)        |                        | Or                    | 5e                |         | Or         |        | Or          |
| Apeldoorn 2019             |                        | Bronze                |                   |         |            | 5e     |             |
| Granges 2021               |                        | Argent                |                   |         |            |        | Argent      |
| Munich 2022                |                        | Argent                |                   |         |            |        | 12e         |
| Granges 2023               |                        | Argent                |                   |         |            |        |             |
| Apeldoorn 2024             |                        | Or                    |                   |         |            |        |             |

### Jeux européens
| Édition / Épreuve | Poursuite par équipes |
| Minsk 2019        | Or                    |

### Championnats nationaux
- 2016
  -  Championne d'Italie de la course aux points juniors[22]
- 2023
  -  Championne d'Italie de la poursuite individuelle

### Records
- Record du monde de la poursuite par équipes juniors 4 000 m réalisé le 24 août 2017 à Montichiari avec Chiara Consonni, Martina Fidanza et Vittoria Guazzini en 4 min 21 s 554.
- Record du monde de la poursuite individuelle juniors 2 000 m réalisé le 20 juillet 2017 à Anadia en 2 min 20 s 927.  Battu le 26 août 2017 par Ellesse Andrews.

## Palmarès sur route

### Par année
- 2015
  -  Médaillée d'or de la course en ligne du Festival olympique de la jeunesse européenne
- 2016
  - 1re étape de l'Albstadt-Frauen-Etappenrennen (contre-la-montre)
  - 2e du championnat d'Italie sur route juniors
  - 3e du Trofeo Da Moreno (Trofeo Alfredo Binda-Comune di Cittiglio juniors)
  - 4e du championnat d'Europe sur route juniors
  - 5e du championnat du monde sur route juniors
- 2017
  -  Championne d'Italie sur route juniors
  -  Championne d'Italie du contre-la-montre juniors
  -  Médaillée d'argent du championnat d'Europe du contre-la-montre juniors
  -  Médaillée de bronze du championnat du monde sur route juniors
  -  Médaillée de bronze du championnat d'Europe sur route juniors
  - 3e du Grand Prix Bruno Beghelli
  - 9e du championnat du monde du contre-la-montre juniors
- 2018
  - Gran Premio della Liberazione
  - Festival Elsy Jacobs : 
    - Classement général
    - 2e étape

  -  Médaillée de bronze du championnat d'Europe sur route espoirs
  - 9e de l' Open de Suède Vårgårda
  - 10e de Gand-Wevelgem
- 2019
  -  Championne d'Europe sur route espoirs
  - 1re étape du Santos Women's Tour
  - 3e de Gand-Wevelgem
  - 7e du championnat d'Europe du contre-la-montre espoirs
- 2023
  - 9e du Tour de Drenthe
- 2024
  - Grand Prix cycliste de Gatineau
  - 3e d'À travers les Flandres
  - 4e du Tour de Drenthe
  - 4e de la RideLondon-Classique
  - 5e du Tour de Grande-Bretagne
  - 9e du Tour des Flandres
- 2025
  - 6e du Trofeo Alfredo Binda-Comune di Cittiglio

### Résultats sur les grands tours

#### Tour d'Italie
1 participation : 
- 2023 : 56e

#### Tour de France
1 participation : 
- 2025 : 84e

#### Tour d'Espagne
1 participation : 
- 2025 : 80e et  maillot rouge pendant 1 jour

### Classements mondiaux
| Année                                 | 2017 | 2018 | 2019 | 2020 | 2021  | 2022 | 2023 | 2024 |
| ------------------------------------- | ---- | ---- | ---- | ---- | ----- | ---- | ---- | ---- |
| Classement UCI                        | 131e | 62e  | 29e  | nc   | 1097e | 898e | 124e | 31e  |
| UCI World Tour                        | nc   | 86e  | 27e  | nc   | nc    | nc   | 111e | 21e  |
|                                       |      |      |      |      |       |      |      |      |
| Légende : nc = non classéSource : UCI |      |      |      |      |       |      |      |      |

## Distinctions
- Oscar TuttoBici des juniors : 2017